# Ère hadronique
En cosmologie primordiale, l'ère hadronique est une période de l'Univers primordial qui serait située entre l'ère des quarks et l'ère leptonique. Cette période commence approximativement 10–6 secondes après le Big Bang (1 µs) et s'achève environ 1 seconde après celui-ci.
Cette ère est caractérisée par la formation des hadrons, c'est-à-dire, selon le modèle standard de la physique des particules, des particules constituées de quarks et de gluons. Les hadrons se forment à la suite de la baisse de la température de l'Univers sous la barre des 1013 degrés. À cette température, l'interaction forte amène les quarks à se lier pour former les hadrons. À la fin l'ère hadronique, il ne reste plus de quarks isolés et la création de hadrons est terminée.

## Chronologie

L'évolution de l'Univers. L'ère hadronique se situerait entre 1 µs et 1 seconde après la naissance de l'Univers.

L'ère hadronique est précédée par l'ère des quarks, caractérisée par le découplage des interactions élémentaires et l'omniprésence du plasma de quarks et de gluons. À ce moment, la température est encore trop élevée pour que les quarks puissent former des hadrons.
À la fin de cette période se trouve l'ère leptonique, qui s'étendrait de 1 à 10 secondes après le Big Bang. Cette époque est caractérisée par la création de paires leptons/anti-leptons qui s'annihilent et se créent de la même manière que les hadrons de l'ère hadronique.

## Caractéristiques des hadrons

Schéma d'une molécule constituée d'un méson et d'un baryon. Les lignes noires représentent les gluons. La lettre est l'abréviation de quark, alors que représente l'antiquark.

Un hadron n'est pas une particule élémentaire. Selon le modèle standard de la physique des particules, il existe deux types de hadrons : les baryons (protons, neutrons, etc.) et les mésons (pions, kaons, etc.). Les premiers sont des particules constituées de trois quarks, alors que les seconds sont des particules constituées d'une paire quark-antiquark. Les deux types sont liés par des gluons. Ces particules sont régies par l'interaction nucléaire forte,.

## Recherches

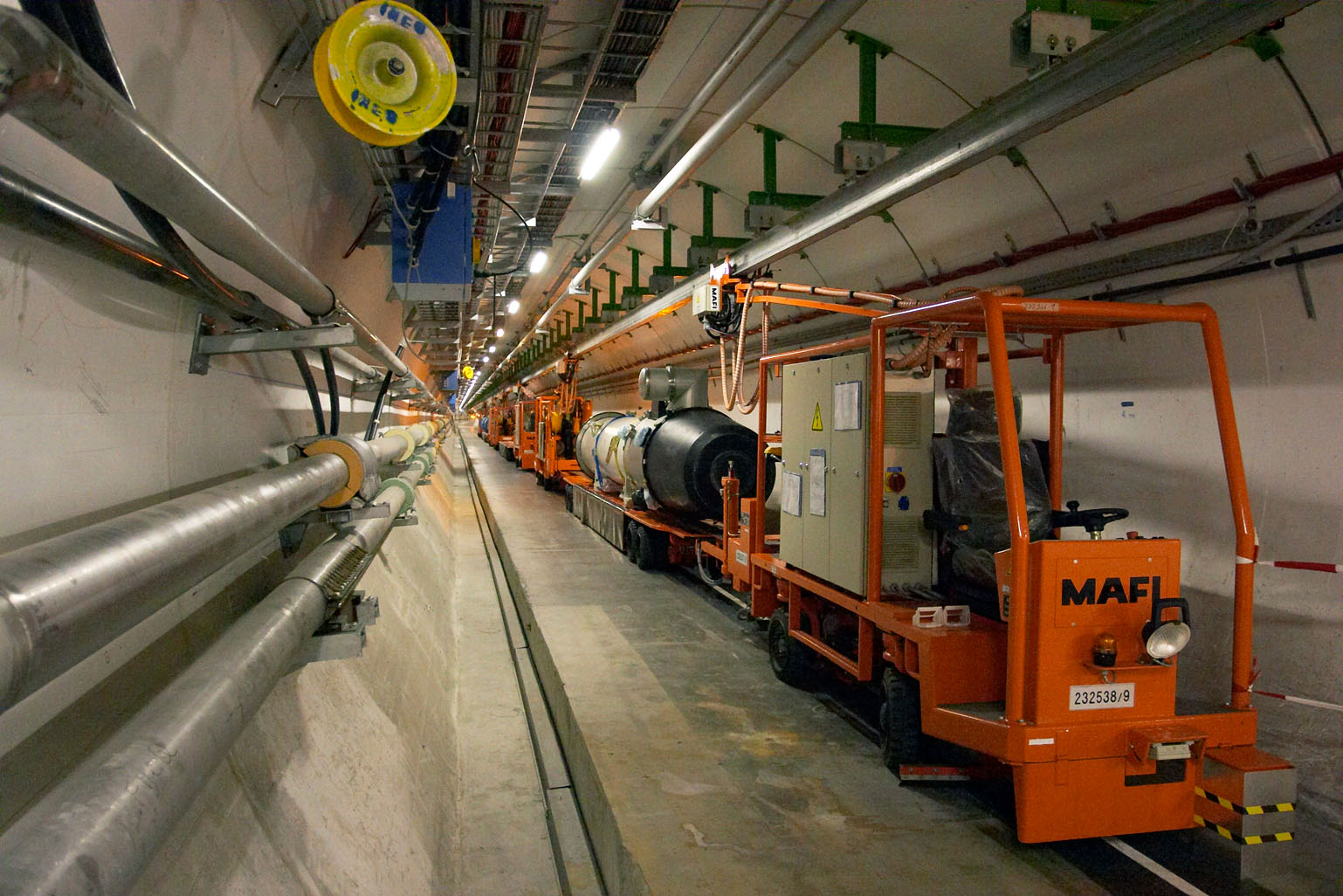
Une partie de la structure du Grand collisionneur de hadrons du CERN.

Des expériences visant à reproduire les conditions physiques de l'époque de l'Univers primordial, dont celle de l'ère hadronique, sont en cours.
Ainsi, à des températures supérieures à 2 000 milliards de degrés, les nucléons sont susceptibles de libérer leurs constituants élémentaires, les quarks et les gluons, pour former un mélange appelé plasma de quarks et de gluons,. Certains signes de l'existence de ce mélange ont été observés au CERN (Laboratoire européen de physique des particules) à Genève dans le Grand collisionneur de hadrons (LHC) à des énergies avoisinant les 160 GeV par nucléon, notamment par l’expérience NA50 conduite par des physiciens français.
Le plasma a également été étudié au collisionneur d’ions lourds du Laboratoire national de Brookhaven, aux États-Unis[réf. souhaitée].